# كرايغ وود
كرايغ وود هو موسيقي كندي، ولد في 1978 في فانكوفر في كندا.

## روابط خارجية
- كرايغ وود على موقع ميوزك برينز (الإنجليزية)
- كرايغ وود على موقع ديسكوغز (الإنجليزية)